# Aracelio Iglesias

## Infancia y juventud
Aracelio Iglesias Díaz nació en Consolación del Sur, provincia de Pinar del Río, el 22 de junio de 1901.
A los 13 años quedó huérfano de padre y madre y se fue a vivir a Regla, con su tía Mónica, a la cual ayudó  con el sustento de la casa. Muy joven entró a trabajar como bracero en los muelles del puerto de La Habana.
A pesar de su poca preparación, ingresó en la Sociedad Juan Gualberto Gómez, de Regla y en 1924 resultó elegido secretario de esa Institución, cargo que desempeñó tres años consecutivos. Más tarde, ingresó en las organizaciones obreras del puerto de La Habana. Su temperamento rebelde chocó inmediatamente con la realidad social y decide ingresar en las filas del Partido Comunista.

## Caída de Machado
El 12 de agosto de 1933 la huelga general sería el factor decisivo en el derrocamiento de la dictadura de Gerardo Machado. El paro en el puerto duró diecinueve días, durante los cuales Aracelio intervino activamente en las luchas y formó parte del Comité de Huelga. A fines de 1933, los obreros portuarios acordaron, en solidaridad con la huelga de los tabaqueros, no realizar los embarques de tabaco por los muelles de La Habana.

## Huelga y cárcel
En 1934, los estibadores, braceros y chalaneros de la bahía de La Habana y el litoral de Regla declararon una huelga por sus demandas económicas. El contratista Blas Pérez Rojas de la United Fruit Company pretendió romper el movimiento. Aracelio formó y organizó los piquetes para impedir el embarque de los rompehuelgas. Delatado por agentes patronales, la policía tendió un cerco para arrestarlo, pero logró evadir la acción de sus perseguidores.
En una pequeña habitación de la calle Aguacate, agentes del Servicio Militar de Inteligencia lo detuvieron y encontraron algunos libros marxistas y propaganda del Partido. Así mismo le atribuyeron la propiedad de armas y explosivos y fue condenado por el Tribunal de Urgencia a tres años de prisión en la Isla de Pinos.

## Vuelta al sindicalismo
En 1937 fue puesto en libertad y se reincorporó inmediatamente a sus actividades sindicales entre los trabajadores del puerto de La Habana asumiendo la lucha contra los “contratistas”, que pretendían pagar salarios de hambre, inferiores a los que establecían las Tarifas.
En 1938 resultó elegido secretario financiero del Sindicato de Estibadores y Jornaleros de la bahía de La Habana. Puso freno a la situación de privilegios que prevalecía en el puerto y sentó las bases para lograr el establecimiento de las Listas Rotativas. Estas luchas determinaron que el Sindicato de Estibadores controlara el trabajo en todos los buques que, procedentes de Estados Unidos, venían consignados a la firma Federico Casteleiro & Seamship Company.

## 1940
En 1940 asumió la lucha por el pago del descanso retribuido que adeudaba la Ward Line a sus trabajadores lo que le acarreó persecución policial y detenciones.
En los muelles de la Auxiliar Marítima S.A., Hersey y Quinto Distrito Aduanal de Regla, los braceros llevaban más de tres años percibiendo salarios por debajo de la Tarifa. Aracelio reunió a los obreros y a los delegados de los muelles y organizaron la lucha por el estricto cumplimiento de las Tarifas y el reintegro de las cantidades adeudadas. Solamente los braceros de la Auxiliar Marítima S.A. lograron cobrar más de $20 000.00 por concepto de salarios dejados de recibir durante el mencionado período.
Durante 1939-1940 resultó elegido secretario general del Sindicato, cargo que desempeñó hasta el momento de su asesinato. Delegado del Sindicato ante el Congreso constituyente de la Confederación de Trabajadores de Cuba, fue elegido miembro de su Comité Ejecutivo. Las organizaciones obreras del puerto lo nombraron delegado obrero ante la Comisión de Inteligencia Obrera del Puerto de La Habana. También miembro del Comité Ejecutivo de la Federación Obrera Marítima Nacional,
Aun cuando el Sindicato obtuvo importantes victorias, todavía en el puerto prevalecía una situación anormal. El Sindicato de Estibadores denunció públicamente los atropellos del jefe de la Policía Marítima. El entonces jefe de la marina de Guerra, coronel González, citó a su despacho del Castillo de la Punta al secretario de los Estibadores. Allí Aracelio presentó sus pruebas lo cual trajo como consecuencia que destituyeran del cargo al jefe de la Policía Marítima.

## Reivindicaciones obreras
En 1942, las luchas de los portuarios habaneros, dirigidos por Aracelio Iglesias, lograron el establecimiento de las Listas Rotativas de Trabajo, cuando se dictó por el gobierno de turno el Decreto 1286 de 5 de mayo en ese propio año. Posteriormente se convalidaron las Listas, al aprobar el Congreso de la República la Ley n.º 11, de 20 de marzo de 1943, la cual consolidaba esta trascendental conquista.
Establecidas las Listas Rotativas, dirigió la Comisión de Control de Estibadores y emprendió la tarea de unificar a todos los obreros del sector en el Sindicato de Estibadores y Jornaleros de la bahía de La Habana. Esa unificación de los estibadores fortaleció su organización y sus conquistas. Los salarios básicos que desde 1925 regían por acuerdo la Comisión de Inteligencia del puerto y que eran infringidos, tendrían que ser cumplidos en lo sucesivo. 
El Sindicato no se limitó a hacer cumplir las Tarifas, sino también a elevar los salarios. El primer aumento fue de un 15% y tuvo carácter general para todos los obreros marítimos y portuarios del país y se dictó al efecto del Decreto 2982 de 1941.
Más tarde, con motivo del conflicto surgido por la sentencia del Tribunal Supremo de Justicia sobre el uso de los “carritos” en los muelles (planchas en las que se deposita la mercancía y que son arrastradas por tractores) se obtuvo otro 15% de aumento para los obreros del puerto de La Habana, contenido en el Decreto no.2 de 6 de enero de 1944.
Un año después, se alcanzó un 20% de aumento en los salarios para todos los obreros portuarios de la Isla, al dictarse el Decreto 431 de 14 de febrero de 1945. Dos años más tarde se logró otro 15% de aumento en las labores de manipulación de mercancías con excepción del azúcar y sus derivados y que amparaba a los obreros portuarios nacionalmente, comprendido en la Resolución n.º 1181 del 1 de julio de 1947.

## Génesis de la trama
Iglesias mantenía una situación de conflicto con las empresas navieras y el gobierno, al estos pretender socavar la unidad del sindicato para lograr la rebaja general de salarios y la eliminación de las conquistas logradas por los sindicatos. Este malestar provocaría la trama para asesinar al sindicalista.
El pistolero anarquista de origen español y agente de la ?CIA, miembro del Buró de Investigaciones, Joaquín Aubí y el jefe de los interventores del régimen en el Control de Estibadores, Eliecer Baudín, alias “El Cojo”, celebraron diferentes reuniones secretas , para planear y ejecutar el crimen.
El 10 de octubre tomó posesión de la presidencia de la República Carlos Prío Socarras, el cual inició una política contra el movimiento obrero. En su primer mensaje al Congreso declaró que “su gobierno se disponía a poner fin a los atentados personales y acabar con el pistolerismo”. El nuevo Ministro del Trabajo, Buttari, hizo también declaraciones, diciendo que “respetaría la voluntad democrática de la mayoría de los trabajadores en los Sindicatos”.
El viernes 15 de octubre y convocada por Aracelio Iglesias, se celebró en la localidad de torcedores una asamblea del Sindicato de Estibadores, a la cual asistieron más de 600 obreros y acordaron no pagar un solo centavo a los cetekarios y efectuar, el lunes siguiente, una concentración ante el ministro del Trabajo, para demandar la anulación de una resolución que nombró a “Galate” (reconocido pistolero) y su pandilla de “dirigentes” del Sindicato y restituir a sus cargos a la directiva electa por los estibadores en las elecciones reglamentarias celebradas el 14 de marzo de 1948, así como demandar el cese inmediato de los interventores en la Oficina de Control y restablecer la situación de derechos que había sido alterada en el puerto de La Habana.

## Crimen
El domingo 17, Aracelio Iglesias, acompañado de sus compañeros, se dirigió al local del Sindicato de Obreros Portuarios de la Empresa Naviera de Cuba, para entrevistarse con Pablo Sandoval, Mariátegui y otros líderes unitarios, a fin de acordar los puntos de la exposición que entregarían, al día siguiente, al Ministro del Trabajo. Minutos después llegaban al local donde estaban reunidos, el abogado del Sindicato y José Morera, secretario organizador de la CTC. Convenidos los puntos que estarían contenidos en la exposición, el letrado abandonó el local para redactar el documento esa misma mañana.
Terminada la reunión y cuando conversaba despreocupado con sus compañeros, ya próximo a marcharse, los pistoleros en acecho, de forma sorpresiva, irrumpieron violentamente en el local, disparando sus armas sobre Iglesias que, gravemente herido, pudo aún levantarse y volverse de frente hacia sus agresores.
Aracelio presentaba las siguientes heridas producidas por proyectiles de arma de fuego: una en el tercio medio región clavicular izquierda, que le penetró en un pulmón; otra en el flanco izquierdo de entrada y salida por el lado opuesto que le perforó el sismoide; dos más de entrada y salida en la región femoral izquierda; otra en el tercio medio inferior de la región femoral derecha y otra en la región anterior de la rodilla derecha. Debido a su estado de gravedad fue intervenido quirúrgicamente. La operación duró más de cuatro horas.

## La noticia del atentado en ¡ALERTA!
La Habana, (lunes 18 de octubre de 1948)
Muerto a balazos Aracelio Iglesias
A las 4 y cincuenta de la mañana de hoy, dejó de existir en el Hospital Municipal (Emergencias), donde se hallaba recluido desde el mediodía del domingo, el líder comunista del sector marítimo, Aracelio Iglesias Díaz, de 46 años de edad, atacado a balazos por un grupo de individuos cuando presidía una asamblea de los obreros portuarios, que celebraba en el sindicato de la Havana Port Docks, situado en la calle de Oficios entre Sol y Muralla y en la cual se discutía la visita al Ministerio del Trabajo para tratar sobre los fondos del sindicato. La noticia del fallecimiento de Iglesias fue demorada por las autoridades a fin de tomar todas las medidas de seguridad, ya que a pesar de lo avanzado de la madrugada, gran cantidad de público permanecía por los alrededores del Hospital, en espera de nuevos partes médicos, pues se supo que durante cuatro horas el herido estuvo en el salón de operaciones, donde los galenos realizaron una delicada operación, pese a que abrigaban escasas esperanzas de que sobreviviera, ya que presentaba lesiones consideradas mortales, entre ellas, una perforación en el pulmón izquierdo y otro de los proyectiles que lesionó el femoral.